# Kastell Crumerum

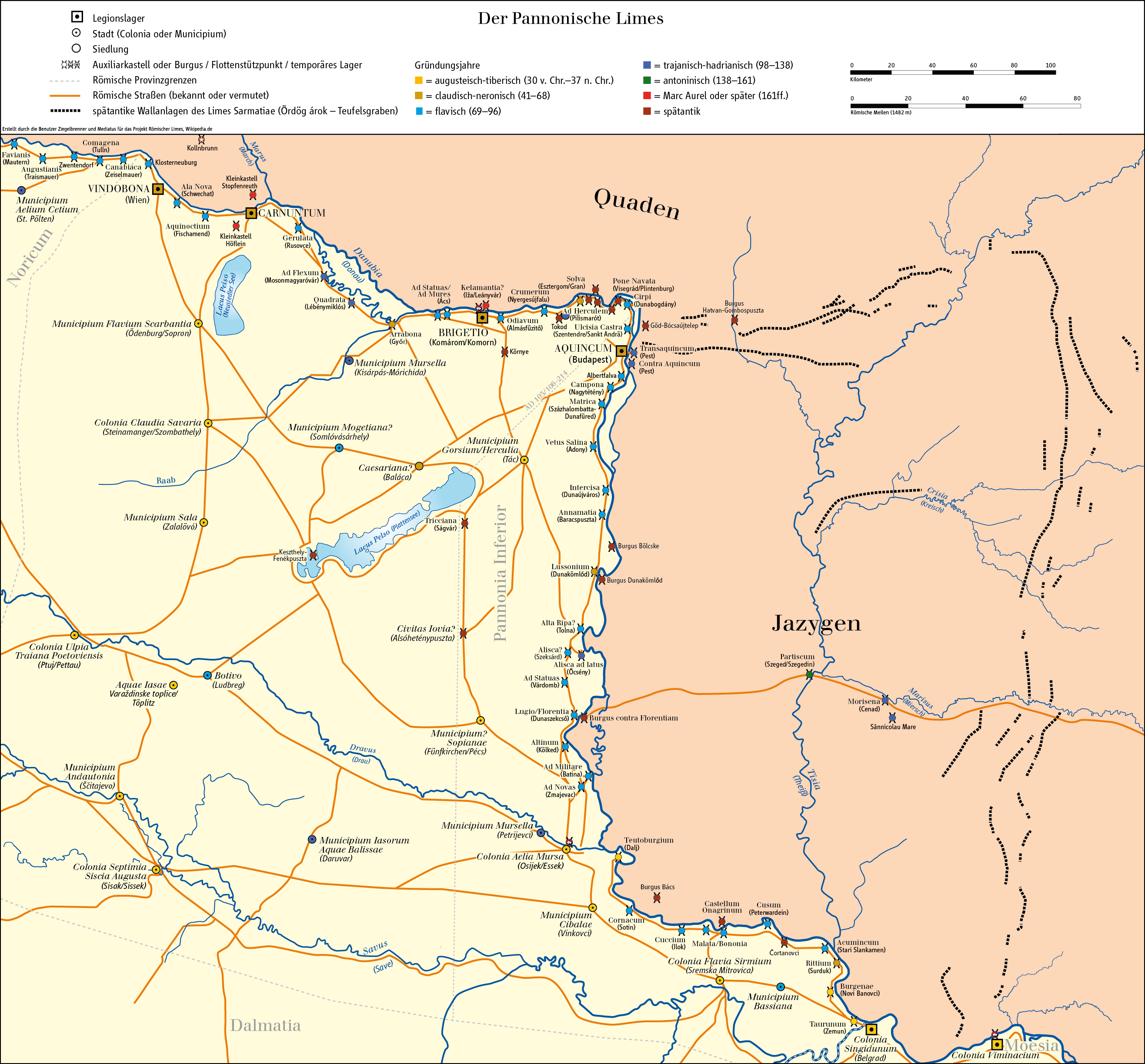
Die Lage des Kastells am oberpannonischen Donaulimes.

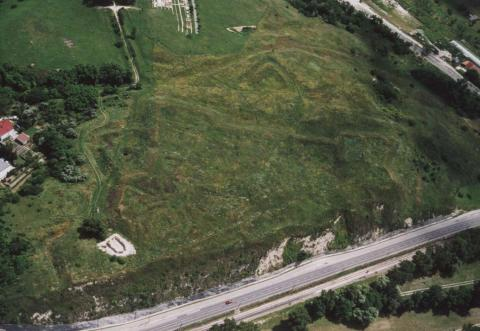
Der Platz des Kastells Crumerum, das während der Freiheitskämpfe 1703–1711 vollständig überschanzt und dabei fast völlig zerstört wurde. Blick von Südwesten.

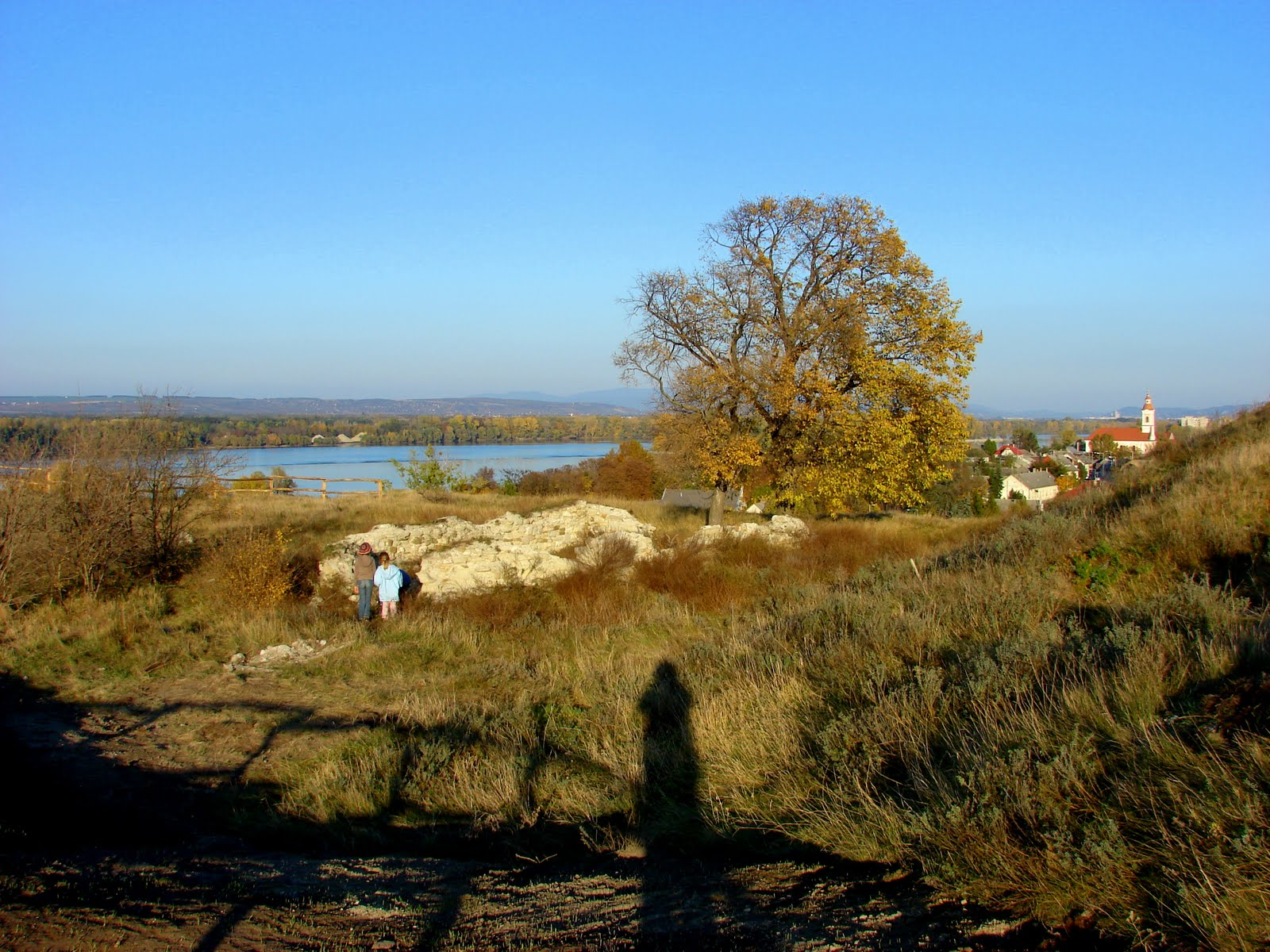
Fundamente einer nachrömischen Kapelle vor dem mutmaßlichen nördlichen Eckturm des Kastells. Bei ihrem Bau wurden römische Ziegel sekundär vermauert. Das Foto gibt einen Eindruck vom antiken Blick ins Barbaricum. Rechts ein Wall der barocken Schanze.

Das Kastell Crumerum war ein römisches Militärlager, dessen Besatzung für Sicherungs- und Überwachungsaufgaben am Limes Pannonicus entlang der Donau zuständig war. Der Strom bildete in weiten Abschnitten die römische Reichsgrenze. Die unmittelbar über dem Südufer entdeckten Reste des Kastells lagen in der östlichen Gemarkung der nordungarischen Gemeinde Nyergesújfalu (deutsch Sattel-Neudorf) im Komitat Komárom-Esztergom. Die antike Fortifikation wurde während der ungarischen Freiheitskämpfe (1703–1711) durch eine Festung aus riesigen Erdwerken vollständig überschanzt und dabei weitgehend zerstört. Heute sind an dieser Stelle keine römischen Baureste mehr zu sehen.

## Lage
Das Kastell Crumerum lag an der wichtigen römischen Heer- und Handelsstraße, die entlang des Donaulimes einige der bedeutendsten römischen Provinzstädte in Europa miteinander verband. Die Garnison hatte einen in vielen Phasen der römischen Geschichte Pannoniens bedrohten Limesabschnitt zu überwachen, da Rom mit dem am gegenüberliegenden Donauufer lebenden germanische Stamm der Quaden in einem Spannungsverhältnis lebte. Neben der Angriffslust der Quaden kam es oftmals auch zu Wortbrüchigkeiten und Verrat. Aufgrund der anhaltenden Gefahren aus dem Barbaricum entstand wenige Kilometer weiter westlich von Crumerum das Legionslager Brigetio. Nordöstlich von Crumerum sicherte das Kastell Esztergom (Solva) die Flussgrenze. Im 4. Jahrhundert wurde zusätzlich weiter im Hinterland zwischen diesen beiden Garnisonen das Kastell Tokod nahe einer wichtigen Straßenkreuzung errichtet. Südlich des Kastells Crumerum erhebt sich der höchste Bereich des west-östlich verlaufenden Bergstocks des Geißgebirges mit dem 634 Meter hohen Nagy-Gerecse. Das Land flacht nach Norden, zur ebenfalls west-östlich verlaufenden Donau hin, deutlich ab. Die Kastellanlage von Crumerum wurde in strategisch hervorragender Lage auf dem nach Westen und Norden steil abfallenden Sánc-Berg errichtet. Von dort aus konnte der unterhalb gelegene Fluss sowie das Grenzvorland sehr gut eingesehen werden. Seit der Antike erodierte die Nordwestecke der Anlage in die Donau.

## Forschungsgeschichte
Die antike Fundstelle war bereits vor den Freiheitskämpfen bekannt. Eine frühe kurze Beschreibung gab der englische Reiseschriftsteller Richard Pococke (1704–1765) ab, der zusammen mit seinem Cousin Jeremiah Milles (1714–1784) entlang der Donau unterwegs war. Auch wenn zu seiner Zeit die zwischenzeitlich bereits verfallenen neuzeitlichen Schanzen schon existierten, konnte er noch deutliche Spuren römischer Bautätigkeit feststellen:

„Wir sahen in den Ruinen der Festung etliche römische Ziegel und an anderer Stelle starke Fundamente, die römisch zu sein schienen.“

Der Reisende konnte außerdem noch römische Inschriften aus dem Lagerbereich beschreiben. Im 20. Jahrhundert gelangen es, anhand von Luftbildaufnahmen Teile der Umwehrung sowie der Innenbauung sichtbar zu machen. Zudem führte der Archäologe Sándor Soproni (1926–1995) Vermessungen auf dem Kastellareal durch. Im 18. Jahrhundert schrieb der Geistliche und Gelehrte Stephan Schönwiesner (1738–1818), dass oberhalb von Neudorf noch deutliche römische Spuren zu sehen waren. Offizielle Ausgrabungen fanden bisher am Kastell Crumerum nicht statt.

## Name
Der Name Crumerum wird in zwei überlieferten antiken Schriften genannt, im Itinerarium Antonini, einem Verzeichnis der wichtigsten römischen Reichsstraßen aus dem 3. Jahrhundert, und dem spätantiken Staatshandbuch Notitia dignitatum. Einige Archäologen wie Endre Tóth und in seinem Sinne auch Zsolt Mráv zweifelten auch nicht an dem von Claudius Ptolemäus in seinem im Atlas Geographike Hyphegesis aus dem 2. Jahrhundert überlieferten Namen Κοῦρτα (Curta), der mutmaßlich aus Anlass der ersten politischen Provinzteilung zwischen 130 und 136 n. Chr. notiert wurde.

## Baugeschichte
Soweit sich die Anlage über das alte Luftbild und eine illegale Ausgrabung der Porta praetoria – des Haupttores – erschließen lässt, besaß das im 2. Jahrhundert errichtete Kastell einen dem Quadrat angenäherten Grundriss mit einer Ausdehnung von rund 105 × 110 Metern. Einer der ergrabenen Tortürme besaß einen Meter starke Mauern und eine 1,5 × 1,5 Meter umfassende Innenabmessung. Die Tortürme sprangen leicht aus dem Mauerverband der Umwehrung hervor. Im 4. Jahrhundert erhielt die Anlage weit vorkragende, fächerförmige Ecktürme mit abgerundeter Front. Türme dieser Art sind typische Zutaten der Spätantike. Sie wurden an vielen Garnisonsorten entlang des mittleren Donaulimes beobachtet und können einer mehr oder minder langen, zusammenhängend organisierten Baukampagne zugeschrieben werden. Eine am Kastell Baracspuszta (Annamatia) aufgefundene Münze, die während der Herrschaft des Kaisers Konstantin II. (337–340) geprägt worden war, gilt als Beleg für den frühesten Zeitpunkt, an dem diese Turmform aufkam. Nach Ansicht der Archäologin Márta Kelemen wurde Crumerum bis zum Ende des 4. Jahrhunderts militärisch genutzt.

## Truppe und Militärpersonal
Folgende Einheiten lösten sich an diesem Standort in der genannten Reihenfolge ab:
| Zeitstellung                | Truppenname                                     | Bemerkung |
| ab 110–118 oder 119 n. Chr. | Cohors V Callaecorum Lucensium civium Romanorum | Die ursprünglich in der Provinz Hispania Tarraconensis ausgehobene 5. Kohorte der Callaeker römischen Bürgerrechts wurde nach Ausweis eines Militärdiploms spätestens während der Regierungszeit des Kaisers Nero (54–68) an einen unbekannten Standort in Illyrien – der späteren Provinz Pannonien – verlegt und kam an einen bisher unbekannten Standort. Wohl zu Beginn der Regierungszeit des Kaisers Vespasian (69–79) ist die Truppe aus der zwischenzeitlich eingerichteten Provinz abgezogen und anschließend in der Provinz Noricum kaserniert worden. Ein in Bratislava-Rusovce geborgenes Ziegelstempelfragment könnte darauf hinweisen, dass die Callaeker dort in das Kastell Gerulata einquartiert wurden. Nach Aussage des Archäologen und Epigraphikers Barnabás Lőrincz (1951–2012) wurde die Truppe nach der von Kaiser Trajan (98–117) befohlenen Teilung Pannoniens dem oberpannonischen Heer zugeteilt und kam nach Crumerum, was die weiter unten aufgeführten Inschriften sowie ein Ziegelstempel deutlich bekräftigen. Auch eine Konstitution vom 2. Juli 133 erwähnt die Einheit – noch ohne den Ehrentitel civium Romanorum – in der Provinz Oberpannonien. Der findet sich jedoch bereits für den 10. Juli 138. Eine in Crumerum geborgene Ehreninschrift für Kaiser Septimius Severus (193–211), errichtet von den Callaekern selbst, datiert in die Zeit zwischen dem 10. Dezember 197 und dem 9. Dezember 198 n. Chr. In Zeile 15 der Inschrift wurde der Ehrenbeiname der Truppe, ANTON(iniana), nachträglich eingefügt. |
| 4. Jahrhundert              | Equites promoti                                 | Der Einsatz dieser Reitertruppe ist durch die Notitia dignitatum belegt. |

Während seiner zwischen 169/170 und 172 n. Chr. datierten Statthalterschaft von Oberpannonien stiftete Gaius Iulius Commodus Orfitianus den Nymphae Medicae einen Votivaltar:
Nymphis
Medicis
sacrum
C(aius) Iulius Commodu[s]
Orfitianus
leg(atus) Aug(usti) pr(o) pr(aetore) v(otum) s(olvit) l(ibens) m(erito)
Übersetzung: „Den Nymphae Medicae geweiht; Gaius Iulius Commodus Orfitianus, Statthalter, hat sein Gelübte gerne und nach Gebühr erfüllt.“
Die oben genannte, heute im katholischen Pfarrhaus vermauerte Statuenbasis mit Ehreninschrift, die die Cohors V Callaecorum Lucensium für Septimius Severus setzen ließ, gehörte einst sicherlich in den zentralen Kastellbereich. 1955 konnte aus dem Donaubett bei Crumerum ein der Göttin Fortuna Augusta geweihter Altar geborgen werden. Ihn hatte der Optio (Unteroffizier) Serratius Regulianus gemeinsam mit Furius Lucilianus, Aurelius Cogitatus und weiteren Stiftern errichtet. Lőrincz sah in den hier genannten Personen Soldaten der Cohors V Callaecorum Lucensium und verortete den Stein in die Zeit zwischen 200 und 250 n. Chr. 1978 fand sich in dem spätantiken Grab 5 die einen Reiter zeigende Grabinschrift des mit 76 Jahren verstorbenen Centenarius (Hundertschaftsführer) Aurelius Leonatius, dem seine Schola Centenariorum – die Vereinigung der Hundertschaftsführer – zwischen 200 und 260 n. Chr. den Grabstein setzte.
Ein Kommandeur (Praefectus cohortis) der Cohors V Callaecorum Lucensium, Antonius Iulianus Aulianus, stiftete im Kastell für Neptun und die Nymphen einen heute verschollenen Stein. Der Stein wird aufgrund der schwer entzifferbaren Titulierung während der Regierungszeit der Kaiser Commodus (180–192) oder Caracalla (211–217) entstanden sein.
Aus dem Kastell stammte auch der verschollene Altar des Terentius Iustus, eines Beneficiarius procuratoris, der als ausführende Hand des Finanzprokurators agierte.

## Vicus und Gräberfeld
Das Lagerdorf (Vicus) des Kastells lag am Fuß des Kastellberges. Dort wurden an dessen Südwest- und Nordostflanke Mauerreste und Terrassierungen nachgewiesen. 1955 kamen die Reste von mindestens zwei rekonstruierbaren Meilensteinen an einer Lehmgrube der örtlichen Ziegelei ans Licht, die – im Büro des Betriebes aufbewahrt – heute verloren sind. Kurz nach dem Fund konnte der Archäologe András Mócsy (1929–1987) noch einen wissenschaftlichen Bericht anfertigen.
Das Gräberfeld des 2. und 3. Jahrhunderts konnte bisher nicht aufgefunden werden. Die spätrömische Begräbnisstätte fand sich entlang der südlich am Kastellberg vorbeiführenden Limesstraße. 16 Gräber wurden dort bis 2003 freigelegt. Teilweise fanden sich ältere römische Inschriften in späteren Grabanlagen verbaut wieder.

## Fundverbleib
Viele antike Funde aus Crumerum befinden sich heute in mehreren Museen des Landes. In Esztergom befinden sie sich im Christlichen Museum, im Burgmuseum sowie im Bálint-Balassa-Museum. Weitere Stücke besitzen das Komitatsmuseum Kuny Domokos in Tata und das Ungarische Nationalmuseum in Budapest. Etliche Stücke gelangten durch illegale Grabungen auch in die Hände privater Sammler.

## Limesverlauf vom Kastell Crumerum bis zum Kastell Tokod
| Strecke | Name/Ort                          | Beschreibung/Zustand |
| 2       | Nyergesújfalu (Burgus Crumerum 1) | Nahe einer Papierfabrik und eines Kohledepots wurden die Reste eines Burgus 1959 auf der nordöstlichen Gemarkung von Nyergesújfalu durch Soproni entdeckt. Der Archäologe inspizierte das Donauufer, nachdem dort ein Jahr zuvor eine massive Regulierung stattgefunden hatte. Wahrscheinlich hatten die Arbeiter bei ihrer Tätigkeit die Ruine weitgehend zerstört. Soproni erkannte in dem Trümmern aus örtlich anstehendem Andesit und Kalkstein ein rund 15 × 18 Meter großes Gebäudefundament. Während seiner Untersuchung sowie bei Feldbegehungen in den Jahren danach wurden Ziegelstempel der LEG(io) I ADI(utrix) geborgen, die als Stammtruppe des Legionslagers Brigetio vom ausgehenden 1. bis zum 5. Jahrhundert n. Chr. in der Region aktiv war. Die Stempel vom Burgus konnten in das 2. bis 3. Jahrhundert datiert werden. Ein Luftbild des Jahres 1951 zeigt den Burgus, vor der Donauregulierung unmittelbar am Flussufer. Durch diese Aufnahme konnte festgestellt werden, dass die Anlage damals noch einen Doppelgraben besessen hat. Diese Gräben waren rund fünf bis acht Meter breit und rund 26 × 26 Meter sowie 45 × 45 Meter breit. Der innere Bereich, der Standort des Burgus, hebt sich auf dem Foto als dunkle Fläche hervor, die ein Quadrat von 18 × 18 Metern bildete. Der – wie an dieser Limesstrecke üblich – mit einem Ziegeldach gedeckte Burgus zeigt die archäologisch gut bekannten Strukturen dieses Typus einer spätantiken Wachstation am pannonischen Donaulimes. Soproni hielt es aufgrund der Ziegelstempel nicht für ausgeschlossen, dass an dieser Stelle bereits ein älterer Wachturm gestanden haben könnte, doch waren die erhaltenen Baureste dem 4. Jahrhundert zuzuordnen. Analog zu den umliegenden Wachposten ist von einem Bauwerk der Ära Valentinians I. (364–375) auszugehen. |

## Denkmalschutz
Die Denkmäler Ungarns sind nach dem Gesetz Nr. LXIV aus dem Jahr 2001 durch den Eintrag in das Denkmalregister unter Schutz gestellt. Das Kastell Crumerum, die Flächen des dazugehörigen Vicus sowie alle anderen Limesanlagen gehören als archäologische Fundstätten nach § 3.1 zum national wertvollen Kulturgut. Alle Funde sind nach § 2.1 Staatseigentum, egal an welcher Stelle der Fundort liegt. Verstöße gegen die Ausfuhrregelungen gelten als Straftat bzw. Verbrechen und werden mit Freiheitsentzug von bis zu drei Jahren bestraft.